# Giáo hoàng Alexanđê VI
Alexanđê VI (1 tháng 1 năm 1431 – 18 tháng 8 năm 1503) (Tiếng Latinh: Alexander VI, tiếng Tây Ban Nha: Alejandro VI, tiếng Catalan: Alexandre VI) là vị giáo hoàng thứ 214 của giáo hội Công giáo. Ông tên thật là Roderic Llançol, sau này là Roderic de Borja i Borja (Tiếng Ý: Rodrigo Borgi).
Theo niên giám tòa thánh năm 1806 thì ông đắc cử Giáo hoàng năm 1492 và ở ngôi Giáo hoàng trong 11 năm 8 tháng. Niên giám tòa thánh năm 2003 xác định ông đắc cử Giáo hoàng ngày 11 tháng 8 năm 1492, ngày khai mạc chức vụ '''Mục tử đoàn chiên chúa''' là ngày 26 tháng 8 và ngày kết thúc triều đại của ông là ngày 18 tháng 8 năm 1503.

## Trước khi trở thành giáo hoàng
Roderic Llançol sinh tại Jativa, Tây Ban Nha ngày 1 tháng 1 năm 1431. Ông là Giáo hoàng người Tây Ban Nha cuối cùng cho đến nay. Xuất thân trong một gia đình quý tộc ở Valentia, ông là cháu và là con nuôi của Giáo hoàng Calixtô III (Alphonse de Borgia).
Năm 1456, ở tuổi 25 ông được bổ nhiệm làm hồng y. Năm 1468, ông thụ phong linh mục.

## Giáo hoàng

### Bầu cử
Năm 1492 Hồng y Rodrigue Borgia được bầu làm Giáo hoàng lúc 62 tuổi bởi hơn 2/3 các giám chức hội họp trong cơ mật viện. Có thể ông đã mua một số phiếu bầu mặc dù không có một bằng chứng cụ thể nào.
Ông đã không lấy lại tên của vị Giáo hoàng Pisa là Alexanđê V, ngày nay vị này được xem như một phản Giáo hoàng.

### Đời sống tư

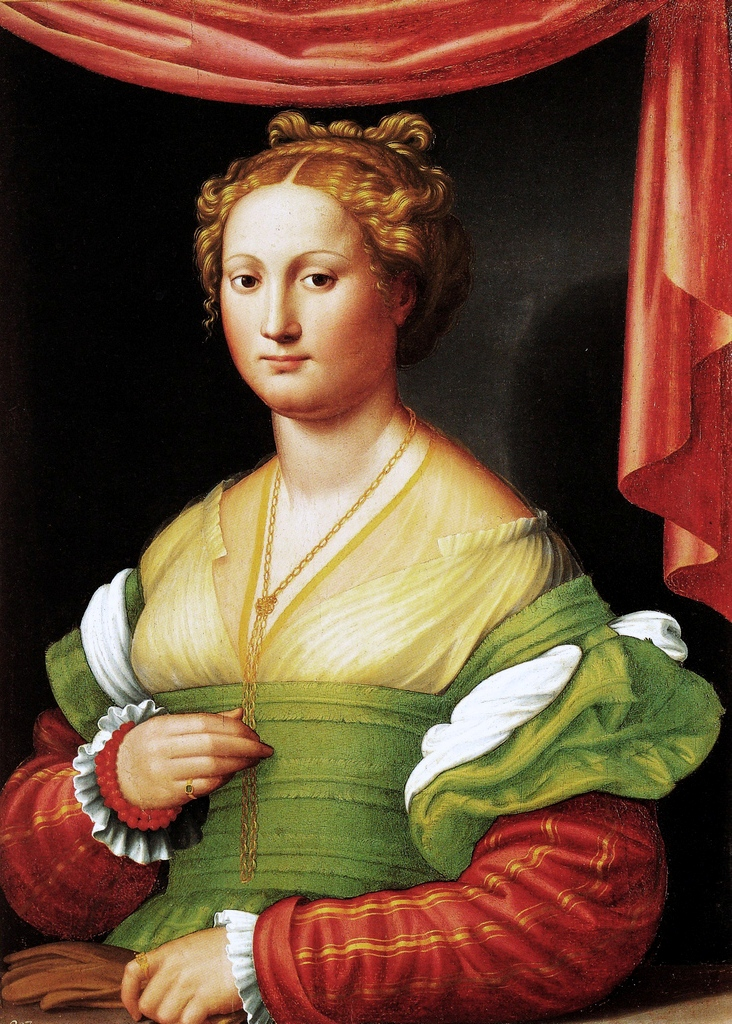
Chân dung người tình đầu của giáo hoàng, Vannozza dei Cattanei.

Alexander nổi tiếng là người có lắm tài, có năng lực lãnh đạo, tác phong đạo mạo nhưng lại là người lắm dục vọng cho tới cuối đời. Người ta cho rằng, dưới triều ông nhiều lễ lạt vui chơi được tổ chức ngay tại giáo triều.
Năm 1470, Giáo hoàng Alexander VI đã có một mối tình lâu dài với Vannozza dei Cattanei trước khi ông trở thành Giáo hoàng, là người mà ông đã có bốn đứa con ngoài giá thú, là Cesare, Juan, Lucrezia, và Gioffre.
Cesarane (hay Cesarano) là con cả, sống phóng đãng, lắm tham vọng, nhưng có tài ngoại giao, được ông đặt làm hồng y hồi 17 tuổi và đảm nhận nhiều trọng trách ngoại giao. Cesarano kết duyên với một công chúa nước Pháp và cai trị xứ România (1501).
Giáo hoàng Alexander lúc nào cũng hỗ trợ cho Cesarano thực hiện ý định của mình là chinh phạt các thành phố Italia và chủ trì các công đồng. Dân chúng Rôma và những nhà ái quốc ghét cay ghét đắng Alexander và gia đình của ông về thói gia đình trị, đục khoét của công, xa xỉ, ngạo mạn và dâm đãng.
Con thứ hai, sinh năm 1476 là Juan được đặt làm quận công xứ Benevento thuộc nước Tòa thánh, nhưng được mấy ngày thì bị ám sát chết, hình như bởi em ruột là Gioffre.

Người con thứ ba là Lucrezia (1480 - 1519), nổi tiếng có nhan sắc, yêu chuộng và che chở văn nghệ, nhưng bị cha và anh sử dụng như một con bài trong những mưu đồ chính trị của họ, bị mang tiếng là dâm đãng, loạn luân. Tuy nhiên, không có bằng chứng lịch sử nào cho các tin đồn này ngoài các cáo buộc do những người đối nghịch dựng nên. Ban đầu, bà kết duyên với Giovanni Sforza, nhưng hôn nhân được tuyên bố không thành vì Sforza "bất lực". Lucrecia lấy người chồng thứ hai là Alfonso con vua nước Napoli, nhưng người này bị giết, hình như cũng bởi Cesarano, anh vợ Alfonso. Lucrecia kết duyên với người thứ ba là Alfonso Esta, ông hoàng xứ Ferrara, từ đó nàng sống xứng đáng là người vợ có tinh thần Công giáo dòng Phanxico tại thế. Bà cùng người anh, đã là những nhân vật chính cho nhiều truyện tiểu thuyết, phim.

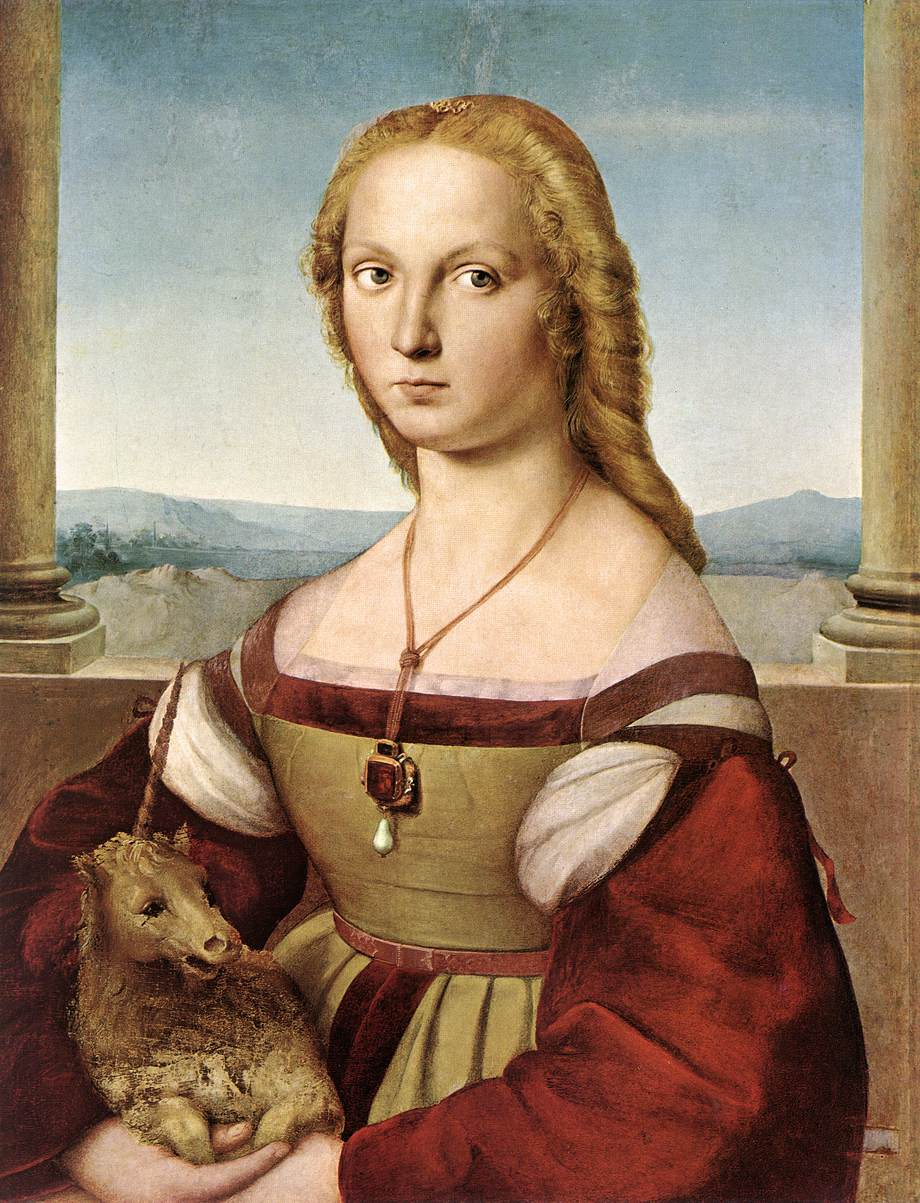
Chân dung của Giulia Farnese cùng với kỳ lân vào khoảng năm 1505, tranh sơn dầu trên gỗ của Raffaello.

Người con thứ tư là Geoffroy (sinh 1481) lấy công chúa nước Napoli và được cai trị công quốc Squillacia.
Một người tình sau nữa của Alexander là Giulia Farnese, em gái của Alessandro Farnese, người mà sau này đã trở thành giáo hoàng Phaolô III. Alexander đã có hai người con với Giulia Farnese.
Như vậy Alexander là cha của tất cả ít nhất 7 đứa trẻ và có thể đến 10 đứa trẻ bất hợp pháp. Trước đó Giáo hoàng Callistus III chú ông chỉ có một con trai sau cũng là hồng y.
Alexander VI thật sự là một nhân vật có đời sống tội lỗi. Lịch sử Giáo hội đã phải than trách điều này. Nhưng người ta, nhất là kẻ thù ông (như Giovanni Burchard chẳng hạn) đã thiêu dệt quá nhiều đến độ tiểu thuyết hóa cuộc đời của ông, nhằm bôi nhọ gia đình Borgia (Tây Ban Nha) đang nắm quyền ở Rôma. Chưa nói đến những người khác muốn lợi dụng đời sống cá nhân của Alexander VI để bôi nhọ Công giáo..

Đời tư của Giáo hoàng Alexander VI đã phản bội "lời nguyện độc thân" (vœu de célibat) cũng như "lời nguyện trinh bạch" (vœu de chasteté) của một linh mục. Ông sống như một nhà chính trị mưu mô, trao đổi, mua bán quyền lực, tìm cách làm giàu và gây quyền thế cho con cái, kể cả bằng cách gả con gái đến 3, 4 lần, nhưng mặt khác, ông cũng là người mang lại phần nào trật tự ở Rôma và thuở ông mới lên ngôi đã được sự ủng hộ của dân chúng và của giáo hội, và cha con ông cũng là những người che chở và nâng đỡ văn nghệ sĩ.

Chân dung 4 người con của giáo hoàng với Vannozza dei Cattanei từ trái sang phải: Cesare, Juan, Lucrezia và Gioffre.
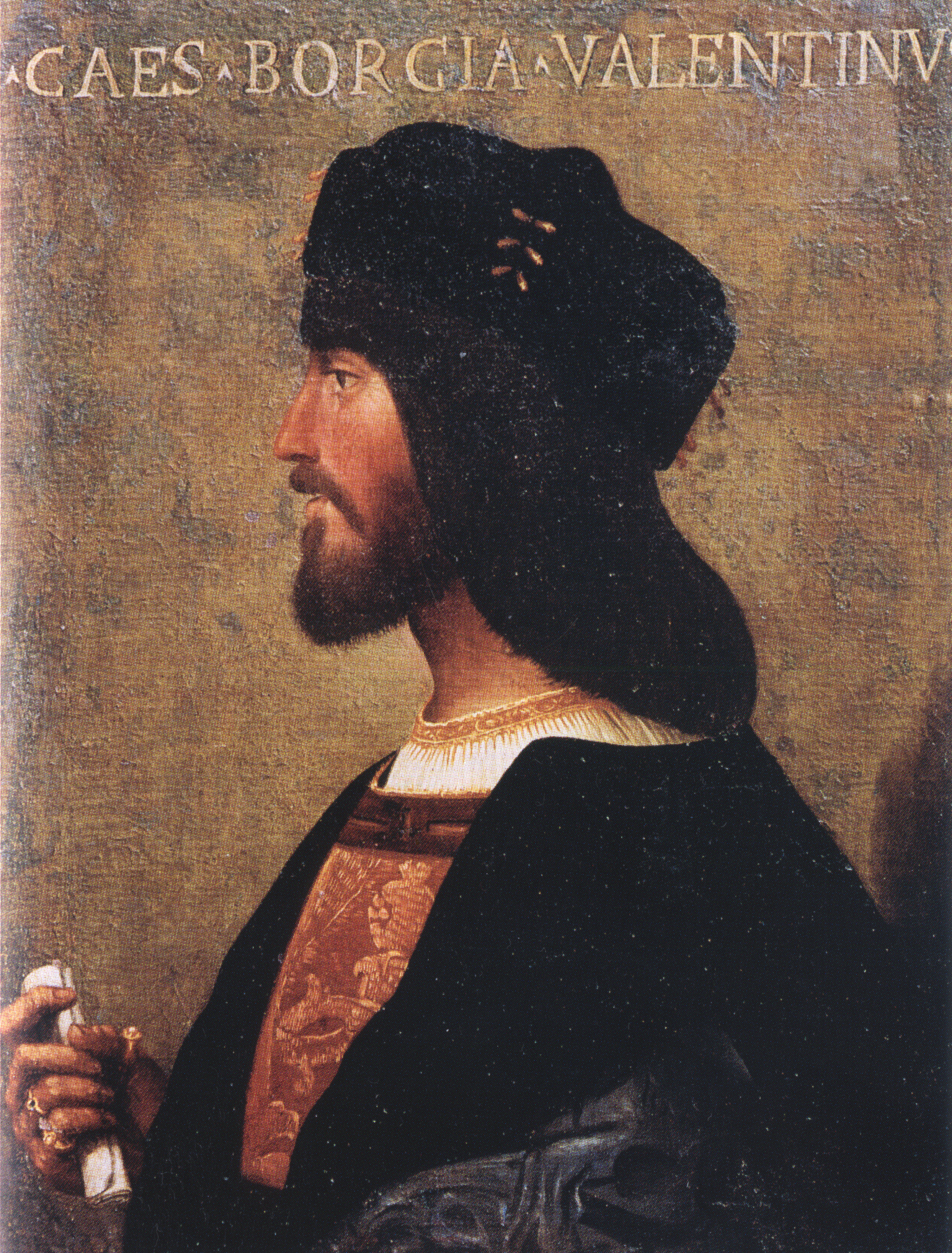
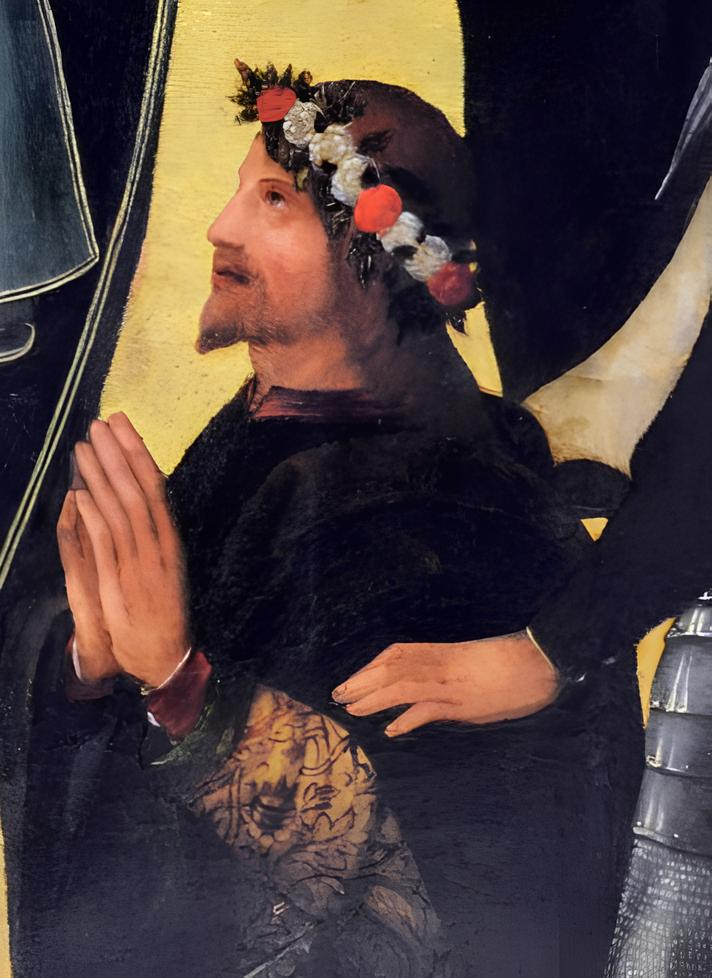
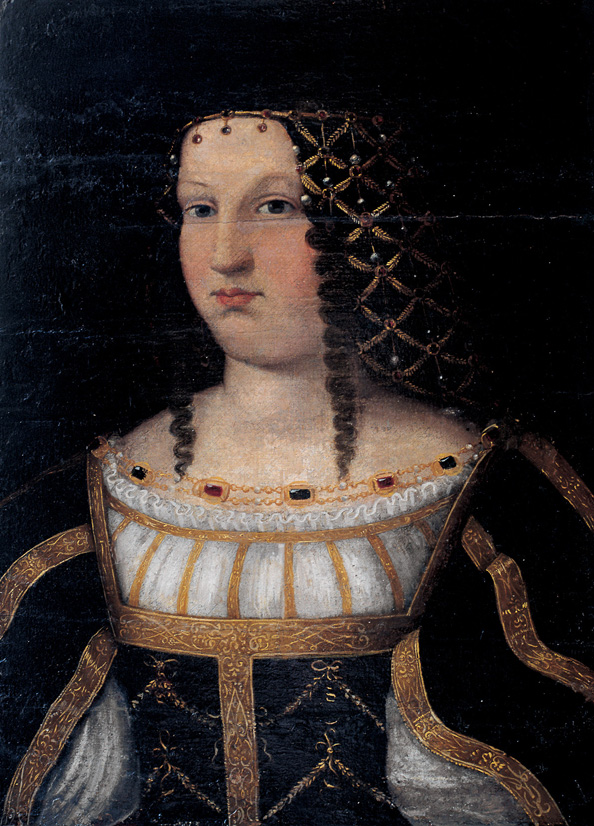
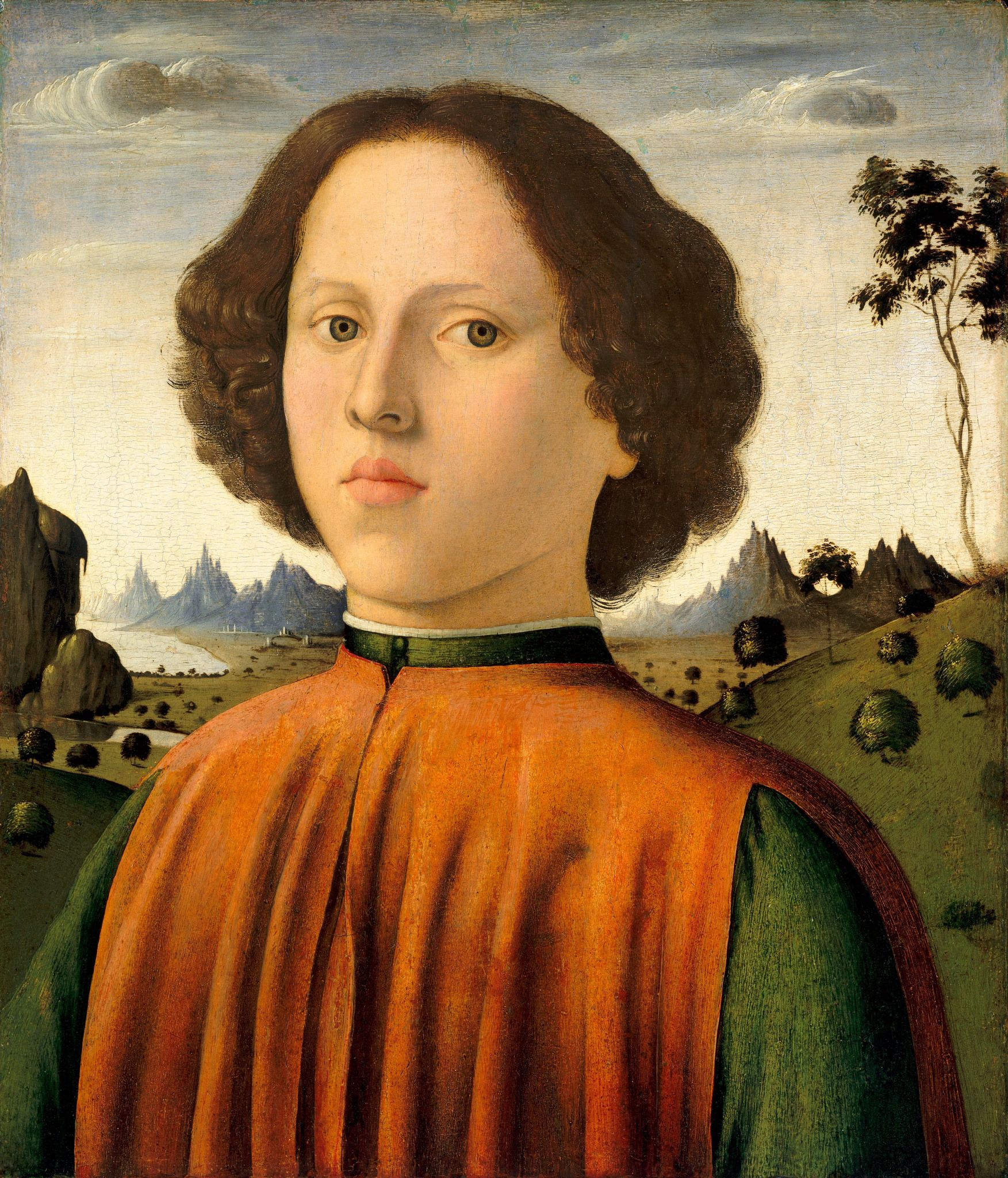

### Vụ linh mục Girolamo Savonarola

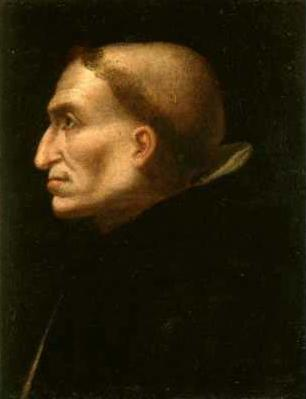
Chân dung của cha Girolamo Savonarola

Nhiều nhà giảng thuyết có tâm huyết với Giáo hoàng lên tiếng than trách rồi đi đến chỉ trích. Trong số này, nổi tiếng hơn cả là cha Girolamo Savonarola, bề trên tu viện thánh Đa Minh ở Florencia.
Năm 1497, một phe các giám chức mà Della Rovere, Giáo hoàng Giuliô II tương lai đứng đầu đã dự định làm cho vị Giáo hoàng này bị truất phế. Họ tố cáo ông về tội mạn thánh và biến chất và Alexander VI đã đương đầu lại. Chính sách gia đình trị và những mưu mô của Alexander vẫn tiếp tục mặc cho những lời cảnh cáo của Savonarola.
Savonarola, được gọi đến Roma và bị cấm giảng, nhưng ông vẫn cứ giảng. Ngày 13 tháng 5 năm 1497, một văn bản Tòa Thánh tuyên bố Savonarola bị dứt phép thông công. Nhưng Savonarola đã tuyên bố bản án bất công và vô hiệu lực. Từ tháng 2 năm 1498, Savonarola công khai tố cáo Alexander VI về hai tội "mạn thánh và rối đạo" đồng thời kêu gọi truất phế bằng một đại công đồng. Savonarola bị truy tố ra tòa và ngày 23 tháng 5 năm 1498 bị cách chức và đưa lên giàn hỏa thiêu.

### Phân chia lãnh thổ truyền giáo
Khi còn là Hồng y, Giáo hoàng Alexander VI đã đạt được nhiều kết quả trong sứ mạng ngoại giao. Suốt thời gian làm Giáo hoàng, ông đấu tranh bảo vệ nước tòa thánh khỏi chế độ phong kiến. Trong thế kỷ XV, qua các tông chiếu về thánh chiến (1430 - 1452), Tòa thánh đã nhượng cho vua Bồ Đào Nha quyền phán quyết đời cũng như đạo tại những vùng họ chiếm của Hồi giáo hay khám phá được.

Desiderando nui, 1499

Năm 1492, Cristoforo Colombo khám phá ra miền Châu Mỹ tạo nên sự căng thẳng giữa hai nước tại bán đảo Ibérique. Giáo hoàng Alexandrer VI đứng ra làm trọng tài: ông phân chia thế giới mới thành hai phần theo kiểu Solomon – bằng cách vẽ một đường trên bản đồ – Năm 1493, ông chia những phần lãnh thổ khám phá được về phía Tây cho Tây Ban Nha và phía Đông cho người Bồ Đào Nha.
Ông ủy thác cho hai vị vua trách nhiệm tổ chức Giáo hội tại các miền liên hệ như chia địa phận, cắt cử Giám mục... Cách nào đó, các ông trở thành thủ lĩnh của những Giáo hội mới lập. Giáo hội dễ dàng phê chuẩn việc bổ nhiệm các vua, không can thiệp trực tiếp. Toàn bộ sự ủy nhiệm này tạo nên quyền bảo trợ (Padroado - Patronato).
Năm 1493, ông cử Giám mục B. Buil dòng Benedictus cùng 12 thừa sai sang giảng đạo tại Mỹ châu. Năm 1503, thể theo lời xin của vua Manuel I (1495 - 1521) thuộc vùng đất Malabar, Giáo hoàng Alexander VI đã cho thiết lập một giáo phận và cử linh mục E.Nufiez dòng Đa minh làm Giám mục tiên khởi.
Năm 1495, ông hình thành cùng với Milan, Venezia, hoàng đế Maximilian I và các vua Công giáo Tây Ban Nha liên minh Venezia. Liên minh này sẽ thắng trận Fornone và buộc Charles VIII phải trở về Pháp. Sau đó, Giáo hoàng lại xích lại gần với nước Pháp.

### Năm thánh 1500
Alexander VI là người đã cử hành Năm Thánh thứ 8 (1500). Vào ngày 24 tháng 12 năm 1499, ông đã long trọng khai mạc Năm Thánh bằng nghi thức mở Cửa Thánh ở Đền thờ Thánh Phêrô bằng cách dùng một chiếc búa đập vào bức tường được xây lên che Cửa Thánh.
Như thế truyền thống mở Cửa Thánh ở Đền Thánh Gioan Latêranô biến thành mở Cửa Thánh Đền Phêrô. Ông cũng muốn mở Cửa Thánh 4 Đền thờ chính ở Rôma (Thánh Phêrô, Thánh Phaolô, Gioan Latêranô, Đức Bà Cả). Kể từ lúc đó trở đi, việc đi qua Cửa Thánh các Đền thờ này trở thành một trong những biến cố quan trọng nhất của Năm Thánh. Việc mở Cửa Thánh nói lên chính Chúa Giêsu là Cửa thật và duy nhất qua đó con người mới có sự sống sung mãn.

## Qua đời
Giáo hoàng Alexanđê VI đột ngột qua đời ngày 18 tháng 8 năm 1503, sau một buổi chiều lễ. Ông chết do uống nhầm rượu mà chính ông sai bỏ thuốc độc, nhằm hạ thủ một số hồng y chống đối.
Giáo hoàng Piô III lên thay, trở thành vị Giáo hoàng thứ 215 trong lịch sử giáo hội Công giáo Rôma.

## Tác phẩm
Câu chuyện về gia đình Giáo hoàng Alexander VI đã là cơ sở của rất nhiều tác phẩm trong đó tiêu biểu là:
- Đế vương (tiếng Pháp là "le Prince", tiếng Việt là "ông hoàng", nhưng theo nghĩa rộng là "nhà cầm quyền") của Machiavelli. Ông này là người Ý (1469-1527, tiếng Pháp gọi là Machiavel). Tương truyền Cesare Borgia (1475-1507) con trai của Alexander VI là nhân vật gợi hứng cho Machiavelli viết cuốn sách "ông Hoàng" là được hậu thế coi là người mánh lới, hiểm độc và tàn nhẫn khi cần thiết, kể cả thủ đoạn đầu độc, ám sát, gian dâm, vũ lực, nhưng cũng là một nhà chính trị rất khôn khéo, biết dùng đủ mánh khóe để tăng cường quyền lực của gia đình mình, và để cai trị.
- Gia đình giáo hoàng, của Mario Puzo. Đây là cuốn tiểu thuyết cuối cùng của Mario trước khi ông từ giã cõi đời. Đúng như lời Mario nhận xét: "... nước Ý thời Phục hưng... những Giáo hoàng chính là những ông trùm đầu tiên, và Giáo hoàng Alexander VI là ông trùm vĩ đại nhất...".

Trong trò chơi điện tử Assassin's Creed II, Giáo hoàng Alexander VI được miêu tả là một tên gian ác, là nhân vật phản diện chính.